# Ohilimia
Ohilimia es un género de arañas araneomorfas de la familia Salticidae. Se encuentra en Oceanía y las Molucas.

## Lista de especies
Según The World Spider Catalog 12.5::
- Ohilimia albomaculata (Thorell, 1881)
- Ohilimia laensis Gardzinska & Patoleta, 2010
- Ohilimia scutellata (Kritscher, 1959)